# Jack Lahne
Jack Lahne (Lusaka, 2001. október 24. –) zambiai születésű svéd labdarúgó, az Egersunds játékosa, csatár. 

## Pályafutása

### Klubcsapatokban
2007-ben került a Brommapojkarna akadémiájára, itt végigjárta a korosztályos csapatokat. 2017. március 19-én mutatkozott be az első csapatban a kupában az IFK Norrköping ellen a 83. percben Kevin Kabran cseréjeként. Június 17-én aláírta első profi szerződését a klubbal, amely 2020-ig szólt. Ugyanezen a napon a másodosztályban is bemutatkozhatott a GAIS csapata ellen, a 79. percben Christopher Brandeborn cseréjeként. Július 22-én az Åtvidaberg FF ellen első gólját is megszerezte, 15 évesen és 271 naposan, ezzel a klub legfiatalabb gólszerzője lett. A szezon végén megnyerték a bajnokságot és feljutottak az élvonalba. 2018. április 16-án az élvonalban a Hammarby IF ellen.
2019 januárjában kölcsönbe került a francia Amiens SC csapatához, majd április 4-én véglegesítették a szerződését. Ezen a napon kölcsönbe is adták a szezon végéig az AIK Fotboll csapatához. április 8-án mutatkozott be az IFK Norrköping csapata ellen. Hat nappal később megszerezte új klubjában az első gólját az IK Sirius elleni találkozón.

### A válogatottban
Részt vett a 2018-as U17-es labdarúgó-Európa-bajnokságon a svéd U17-es korosztályos válogatott tagjaként.

## Statisztika
2019. április 24-i állapotnak megfelelően.
| Klub           | Szezon   | Bajnokság | Bajnokság | Kupa  | Kupa | Nemzetközi | Nemzetközi | Egyéb | Egyéb | Összesen | Összesen |
| Klub           | Szezon   | Mérk.     | Gól       | Mérk. | Gól  | Mérk.      | Gól        | Mérk. | Gól   | Mérk.    | Gól      |
| -------------- | -------- | --------- | --------- | ----- | ---- | ---------- | ---------- | ----- | ----- | -------- | -------- |
| Brommapojkarna | 2017     | 6         | 1         | 0     | 0    | –          | –          | –     | –     | 6        | 1        |
| Brommapojkarna | 2018     | 19        | 4         | 1     | 0    | –          | –          | 2     | 1     | 22       | 5        |
| Brommapojkarna | Összesen | 25        | 5         | 1     | 0    | 0          | 0          | 2     | 1     | 28       | 6        |
| Amiens SC      | 2018–19  | 0         | 0         | –     | –    | –          | –          | –     | –     | 0        | 0        |
| Amiens SC      | 2019–20  | 1         | 1         | 0     | 0    | 1          | 0          | –     | –     | 2        | 1        |
| Amiens SC      | 2020–21  | 4         | 0         | 0     | 0    | 0          | 0          | –     | –     | 4        | 0        |
| Amiens SC      | Összesen | 5         | 1         | 0     | 0    | 1          | 0          | 0     | 0     | 6        | 1        |
| AIK            | 2019     | 9         | 1         | –     | –    | –          | –          | –     | –     | 9        | 1        |
| Örebro SK      | 2020     | 10        | 0         | 1     | 0    | –          | –          | –     | –     | 11       | 0        |
| BK Häcken      | 2021     | 0         | 0         | 0     | 0    | –          | –          | 0     | 0     | 0        | 0        |
| Összesen       | Összesen | 49        | 7         | 2     | 0    | 1          | 0          | 2     | 1     | 54       | 8        |

## Sikerei, díjai
- Brommapojkarna
  - Superettan: 2017